# Hynobius fuca
Hynobius fuca är en groddjursart som beskrevs av Lai och Kuang-Yang Lue 2008. Hynobius fuca ingår i släktet Hynobius och familjen Hynobiidae. Inga underarter finns listade i Catalogue of Life.